# جیمز بی. هریس
جیمز بی. هریس (انگلیسی: James B. Harris زاده ۳ اوت ۱۹۲۸) تهیه‌کننده، کارگردان و فیلم‌نامه‌نویس اهل ایالات متحده آمریکا است.

## بخشی از فیلم‌شناسی
- رویداد بدفورد (کارگردانی)
- کشتن (۱۹۵۶ تهیه‌کنندگی)
- راه‌های افتخار (۱۹۵۷ تهیه‌کنندگی)
- لولیتا (۱۹۶۲ تهیه‌کنندگی)
- برخی آنرا عشق می‌نامند (۱۹۷۳، کارگردان و تهیه‌کننده)
- نقطه جوش (۱۹۹۳ کارگردانی)